# Lista över ledamöter av Ålands lagting 2007–2011
Lista över ledamöter av Ålands lagting, mandatperioden 2007–2011.

## Liberalerna på Åland
- Raija-Liisa Eklöw
- Roger Eriksson
- Viveka Eriksson
- Åke Mattsson
- Mats Perämaa
- Katrin Sjögren
- Olof Erland
- Gunnar Jansson
- Leo Sjöstrand
- Torsten Sundblom

## Åländsk Center
- Gun Carlson
- Anders Englund
- Runar Karlsson
- Britt Lundberg
- Jan-Erik Mattsson
- Veronica Thörnroos
- Roger Nordlund
- Roger Slotte
- Harry Jansson

## Obunden samling
- Fredrik Karlström
- Gun-Mari Lindholm
- Danne Sundman
- Mika Nordberg

## Ålands socialdemokrater
- Carina Aaltonen
- Barbro Sundback
- Camilla Gunell

## Moderaterna på Åland
- Johan Ehn
- Roger Jansson
- Jörgen Strand

## Ålands framtid
- Anders Eriksson